# Phragmatobia honei
Phragmatobia honei là một loài bướm đêm thuộc phân họ Arctiinae, họ Erebidae.